# We Were Evergreen
We Were Evergreen is een experimenteel electro/indiepoptrio, afkomstig uit Parijs.
De band bestaat uit Michael Liot (hoofdzang, ukelele, akoestische gitaar, charango, banjo, trompet), Fabienne Débarre (zang, synths, xylofoon, harmonica) en William Serfass (zang, percussie, ritmeloop, bas, elektrische gitaar), momenteel met als thuishaven het Verenigd Koninkrijk. Hun debuutalbum, "Towards", kwam uit in april 2014.
- MusicBrainz: e7c2ccc9-eece-4828-b79f-93354c9fa12d
- Virtual International Authority File: 309581159